# Pteris gigantea
Pteris gigantea är en kantbräkenväxtart som beskrevs av Carl Ludwig Willdenow. Pteris gigantea ingår i släktet Pteris och familjen Pteridaceae. Inga underarter finns listade.